# هاینریش کول

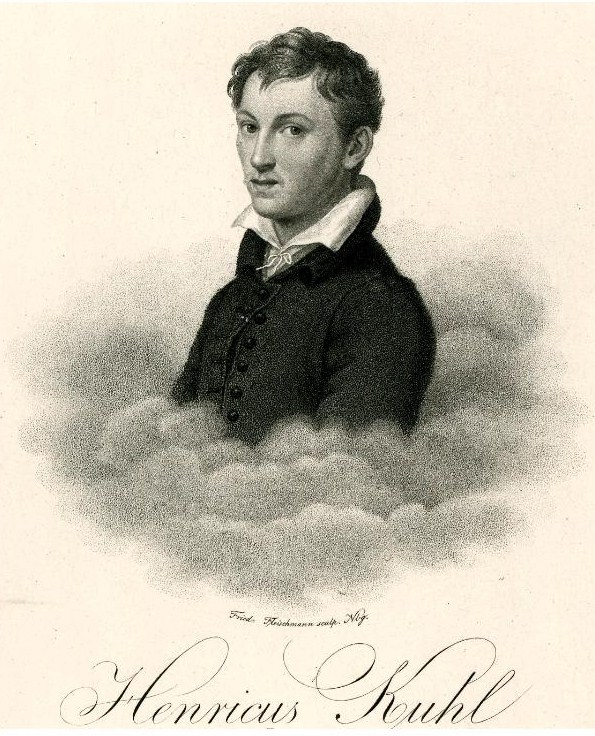
نگاره‌ای از هاینریش کول، طبیعی‌دان اهل آلمان

هاینریش کول (به آلمانی: Heinrich Kuhl) (زاده ۱۷ سپتامبر ۱۷۹۷ – درگذشته ۱۴ سپتامبر ۱۸۲۱) زیست‌شناس و طبیعی‌دان اهل آلمان بود.
نام‌گذاری علمی بسیاری از گونه‌های زیستی از جمله آثار باقی‌مانده از کول است. او در هنگام کار در منطقه جاوه در اندونزی، تعداد ۲۰۰ اسکلت، ۲۰۰ پوست از ۶۵ پستاندار گوناگون، ۲۰۰۰ پوست پرنده، ۱۴۰۰ گونه ماهی، و ۳۰۰ گونه خزنده و دوزی را جمع‌آوری کرد و برای بررسی به موزه تاریخ طبیعی شهر لیدن فرستاد.
نام تعدادی از گونه‌های زیستی، از جمله خفاش کول، به یاد او نام‌گذاری شده است.